# 大韩民国学术院
大韩民国学术院（：／ Daehan Minguk Haksukwon，The National Academy of Sciences, NAS）是韩国国家级学者和科学家的代表机构。大韩民国学术院依据1952年颁布的《文化保护法》于1954年成立。学术院负责就科学与教育规划等方面向政府提出建议、意见，并促进学术研究活动。学术院每年召开国际学术大会、举办各类研讨会、并出版各种学术著作。根据1988年的《大韩民国学术院法》，学术院由150名会员组成，分属自然科学和人文科学的11个分会，任期4年:11。